# Паметник на Иван Кожедуб (Суми)
Паметникът на Иван Кожедуб в град Суми е паметник на съветския пилот-изтребител, три пъти Герой на Съветския съюз, Иван Никитович Кожедуб (1920 – 1991). Скулптурата е издигната в чест на 350-годишнината на града през 2004 г. Скулпторът е жителят на Суми О. Прокопчук, архитектът е Е. Головин.
Паметникът се намира близо до централния вход на парк „И. Н. Кожедуб“.

## Описание
Към 2025 г. паметникът на Иван Кожедуб е недовършен, той представлява само част от планираното в проекта. Според пълния план пиедесталът е трябвало да бъде облицован с полиран гранит. Също така според плана на архитекта в долната част на паметника е трябвало да бъде разположен символичен парашут, изработен от светлосив кварцит. Картушът, който също е временен, е трябвало да бъде отлят от бронз. Той е трябвало да изброява имената на всички ордени, удостоили Иван Кожедуб със званието Герой на Съветския съюз.

## История
Паметникът е издигнат по случай годишнината на Суми през 2004 г., на входа на централния градски парк за отдих, който е кръстен на легендарния пилот. Скулптурата е поръчана от отдела за реконструкция и капитално строителство към Общинския съвет на Суми. На 17 август 2005 г. паметникът е предаден под надзора на общинското предприятие „Зеленбуд“.